# Changsa (köpinghuvudort i Kina, Hainan Sheng, lat 19,76, long 110,90)
Changsa är en köpinghuvudort i Kina. Den ligger i provinsen Hainan, i den södra delen av landet, omkring 66 kilometer sydost om provinshuvudstaden Haikou. Antalet invånare är 15 980. Befolkningen består av 7 706 kvinnor och 8 274 män. Barn under 15 år utgör 19,0 %, vuxna 15-64 år 65 %, och äldre över 65 år 15,0 %.
Runt Changsa är det ganska tätbefolkat, med 222 invånare per kvadratkilometer. Närmaste större samhälle är Tanniu, 18,4 km väster om Changsa. Omgivningarna runt Changsa är en mosaik av jordbruksmark och naturlig växtlighet.
Genomsnittlig årsnederbörd är 2 115 millimeter. Den regnigaste månaden är september, med i genomsnitt 339 mm nederbörd, och den torraste är januari, med 25 mm nederbörd.